# Rasterdaten
Rasterdaten sind neben Vektordaten raumbezogene computerlesbare Daten (Geodaten) mit bildhaftem Informationsgehalt. Durch die Verknüpfung von Geodaten und Sachdaten entstehen Geoinformationen, d. h.  interpretierte Daten mit Raumbezug, die sich auf Orte oder Bereiche der Erdoberfläche beziehen. Rasterdaten beschreiben die Objektgeometrie durch digitale Bilder, wie etwa Luft- sowie Satellitenaufnahmen aber auch eingescannte Karten und eröffnen damit neue Perspektiven.

## Definition
Basieren Geodaten auf den Eigenschaften des Rasterdatenmodells, erfolgt ihre Abbildung durch eine Matrix, d. h. durch ein Gitter aus horizontalen Zeilen und vertikalen Spalten (auch Grid genannt) als Menge von Bildelementen (Pixel) bzw. Zellen. Die Zellen weisen innerhalb der Matrix eine homogene Größe auf, wobei die Größe von der Auflösung abhängt. Den einzelnen Zellen werden jeweils unterschiedliche Werte zugeordnet, durch die der in der Zelle abgebildete Raum beschrieben wird, z. B. Temperaturen, Höhenstufen oder Schadstoffbelastungen.
Die Werte bestimmen dann als semantische Aussage, welche Graustufung oder Färbung (einheitliche Flächenfüllung) die jeweilige Zelle einnimmt. Je größer und feiner die Auflösung ist, desto detaillierter wird ein Geoobjekt durch Werte beschrieben.
Bei der Erfassung von Rasterdaten unterscheidet man prinzipiell zwischen primären Aufzeichnungssystemen, welche eine Bildaufzeichnung direkt in Rasterform angehen und sekundäre Aufzeichnungssysteme, welche etwaige Analogvorlagen (Papier, Film etc.) in digitale Rasterdaten umwandeln können.

## Anwendung
Ihren Anfang hatten Rasterdaten in den sechziger Jahren mit der Auswertung von Weltraumaufnahmen. Heute sind, mit dem hohen Entwicklungsstand der Raster-Technologie, flächendeckend auf der Erdoberfläche auftretende, kontinuierliche, geographische Phänomene für eine Darstellung als Rastermodell geeignet. Das kann zum Beispiel die Verteilung von einer Schadstoffkonzentration sein. Rasterdaten werden auf Basis von Stichproben erstellt. Durch Messung gewonnene Stützpunkte können regelmäßig oder unregelmäßig sein. Das genannte Beispiel der Schadstoffkonzentration hat unregelmäßige Stützpunkte. Ein weiteres Beispiel wäre die Geländehöhe über NN. Die Oberfläche wird durch unterschiedliche Verfahren der Interpolation generiert. Räumlich nahe Punkte weisen ähnliche Werte auf (Auto-Korrelation). Zudem gehört auch die Modellierung von unscharfen Phänomenen zu ihren Stärken.
Fast alle Input-Output-Geräte (Maus, Scanner, Digitalkamera) basieren auf Rasterdaten. Das beruht darauf, dass moderne Computer über ausreichend Leistung zur Verarbeitung von speicherintensiveren Rastergraphiken verfügen. Damit sind sowohl digitale Verarbeitungen von Bildaufzeichnungen, als auch von analog/digital-gewandelten graphischen Informationen in Rasterform ohne Qualitäts- oder Auflösungseinbußen möglich geworden.

## Aufbau von Rasterdaten
Rasterdaten basieren auf Flächen. Das Untersuchungsgebiet wird in kleine, hauptsächlich regelmäßige (meist, aber nicht notwendigerweise quadratische) Zellen zerlegt. Die regelmäßige Zelleinteilung erfolgt immer anhand einfacher geometrischer Figuren, wie Quadraten, Rechtecken, Dreiecken oder Sechsecken. Nur in Ausnahmen erfolgt die Zellteilung unregelmäßig.
Die Rasterzellen speichern die jeweilige Ausprägung dieses Systems. Diese werden auch Gitterzellen, Rasterzellen, Rastermaschen, Pixel oder Bildelemente genannt. Die Zahlenwerte der einzelnen Pixel können dabei eine rein quantitative oder qualitative (objektschlüsselkodierte) Bedeutung haben. Der Rasterdatensatz beinhaltet so Informationen über Lage, Orientierung, Rastergröße und Art der Zahlenwertkodierung und gestattet somit eine eindeutige thematische und geometrische Pixelzuordnung.

### Speicherung von Rasterdaten
Die Speicherung von Rasterdaten d(x,y) erfolgt immer zeilenweise. Die Rasterelemente bzw. Bildelemente haben in der Regel eine konstante Rekordlänge (M). Jedem Pixel wird ein Zahlenwert (N) zugeordnet. Dieser “Grauwert” repräsentiert reflektierte oder emittierte Strahlungswerte, die in einem bestimmten Spektralbereich aufgezeichnet wurden.

### Dateistruktur
Einige wenige Parameter bestimmen den geometrischen Aspekt von Rasterdaten. Ein Beispiel ist das GRID-Format. Die drei bestimmenden Parameter sind die Spezifikation der Koordinaten des Ursprungs, der Rastergröße und der Anzahl der Zeilen und Spalten. Außerdem wird ein NoData-Wert definiert. Diese dienen zur Kennzeichnung der Bereiche, für die keine Werte vorliegen, die durch den rechteckigen Schnitt entstehen. Da „0“ durchaus ein sinnvoller Messwert sein kann, sollte er nicht als NoData-Wert verwendet werden. Besser eignen sich negative Zahlen außerhalb des Gültigkeitsbereichs (-9999).

### Dateiformate
Typische Austausch- und Speicherformate von Rasterdaten sind:
- JPEG (Joint Photographic Expert Group) mit einer Farbtiefe bis zu 24 Bit (ca. 16,7 Millionen verschiedene Farben). Der Vorteil liegt im relativ hohen Komprimierungsgrad, sodass relativ kleine Datenmengen entstehen. Der Nachteil liegt in der damit verbundenen relativ schlechten Bildqualität.
- GIF (Graphics Interchange Format) mit einer Farbtiefe bis zu 8 Bit (ca. 256 verschiedene Farben) und daher eher für einfache Graphiken geeignet. Der Vorteil liegt aber in der verlustfreien Bildkomprimierung. Weitere Vorteile liegen in Funktionen wie dem „Interlacing“ (parallele Bildübertragung beim Ladevorgang), der „animated GIFs“ (Bildsequenzen durch aufeinanderfolgende GIF-Bilder)  und der Möglichkeit der Transparenzdefinition.
- TIFF (Tagged Image File Format) und FITS,
- BMP (Windows Bitmap)

## Bilddaten
Bilddaten gelten als Sondergruppe von Rasterdaten. Diese beruhen auf einem regelmäßigen Abtasten von Oberflächen. Dies erfolgt mit Hilfe von Scannern oder Kameras. Als Beispiele können Luft- sowie Satellitenaufnahmen genannt werden. Die erfassten Reflexionswerte der Erdoberfläche werden in Grauwerte eines Rasterdatensatzes übertragen. Jede Rasterzelle hat also einen spezifischen Helligkeitswert. Die zur Verfügung stehenden Grauwerte werden in der Einheit „bit“ gerechnet. Diese gibt die radiometrische Auflösung einer digitalen Aufnahme wieder. Eine gängige Auflösung sind 8 bit (Landsat ETM+). Aus Bilddaten werden durch Georeferenzierung und Interpretation Geoinformationen gewonnen.

## Problemfelder
- Hoher Speicherbedarf der einzelnen Pixel einer Graphik ist problematisch für die Weiterverarbeitung in Geoinformationssystemen.
- Eingeschränkte Skalierbarkeit (Vergrößern oder Verkleinern der Rastergraphik) nach Festlegung der Pixel. Die ursprüngliche Topographie geht verloren.
- Oft für analytische und kartographische Verfahren nicht geeignet, da sie keine strukturellen Informationen (z. B. über Lage und Ausdehnung von Objekten) enthalten.

## Gegenüberstellung von Raster- und Vektordaten
Das zweite grundlegende Modell räumlicher Analysemethoden ist das Vektormodell. Hier erfolgt eine eindeutige Trennung von Sach- und Geometriedaten. Wiedergegebene, thematische Datenschichten besitzen eine zugehörige Tabelle mit Attributdaten. Vorteile der Vektordaten sind deren gute Möglichkeiten einer thematischen Objektbeschreibung, die gute Selektierbarkeit einzelner Objekte nach Qualität und Namen sowie deren gute Datenkompression. Vektordaten sind zudem älter als Rasterdaten. Sie wurden bereits Anfang der fünfziger Jahre eingesetzt. Im Gegensatz zu Vektordaten benötigen Rasterdaten mehr Speicherplatz. Sie haben jedoch auch einige Vorteile gegenüber den Vektordaten. Zu diesen zählen die einfache Datenbankstruktur und keine umständlichen geometrischen Zugriffsmöglichkeiten sowie keine aufwendigen Berechnungen von Datenverknüpfungen und geometrischen Nachbarschaftsbeziehungen. Ein Vektor aggregiert, während das Raster disaggregiert. Die beiden Methoden stehen daher nicht in Konkurrenz zueinander, sondern haben spezifische Anwendungsfelder, für die sie besonders geeignet sind: Die Vektorform eignet sich nur bedingt für thematische Auswertungen, jedoch äußerst gut für reine Speicherungen, Fortführungen und Verwaltungen. Mit Rasterdaten lassen sich hingegen komplexe thematische Auswertungen flexibel und besonders elegant realisieren.